# Brian G. Marsden
Brian G. Marsden (Cambridge, 5. kolovoza 1937. – Burlington, Massachusetts, 18. studenog 2010.), britanski astronom, dugogodišnji ravnatelj Minor Planet Centera
Specijalizirao je nebesku mehaniku i astrometriju, sakupljanje podataka o položajima asteroida i kometa i proračunavanje njihovij orbita, često uz minimalne ulazne podatke.
Mardsen je pomogao ponovno otkriti veliki broj "izgubljenih" kometa i asteroida. Mnogim se nebeskim tijelima bio izgubio trag zbog nemogućnosti određivanja orbite zbog premalog broja opažanja prilikom otkrića. Mardsen je pomogao izračunati vjerojatne položaje ovih tijela danas, a time i njihovo ponovno pronalaženje. Često se događa da se ustanovi da je novo-pronađeni komet ili asteroid već jednom bio pronađen.

Mardsen je jednom predložio da se Plutonu dodijeli dvojni status planeta i asteroida (s brojem 10000), no ideja nije prihvaćena.
Mardsen je 28. kolovoza 1982., zajedno s N. S. Chernykhom, otkrio jedan asteroid, kasnije nazvan 37556 Svyaztie.

## Počasti
Nagrade
- George Van Biesbroeck Prize (American Astronomical Society, 1989.)
- Brouwer Award, Division of Dynamical Astronomy, American Astronomical Society, 1995.)

Nazvano po njemu:
- Asteroid 1877 Marsden